# The Coffin Ship
The Coffin Ship er en amerikansk stumfilm fra 1911.